# لاخاس (کوبا)
لاخاس (به اسپانیایی: Lajas) یک منطقهٔ مسکونی در کوبا است که در استان سیینفوئگوس واقع شده‌است. لاخاس ۴۳۰ کیلومتر مربع مساحت و ۲۲٬۶۰۲ نفر جمعیت دارد و ۷۵ متر بالاتر از سطح دریا واقع شده‌است.